# Сампрадая
Сампрада́я (санскр. सम्प्रदाय, IAST: saṁpradāya) — санскритский термин, используемый в индуизме для обозначения определённой богословской традиции, философское учение и культурные особенности которой передаются по линии духовных учителей — цепи ученической преемственности, называемой парампара. Получая духовное посвящение (дикшу) от гуру, принадлежащего к парампаре одной из сампрадай, ученик автоматически присоединяется к этой сампрадае. К сампрадае невозможно принадлежать по рождению, по наследству, как в династии или готре. В контексте современного индуизма, термин «сампрадая» также используется для обозначения обществ, организаций и групп людей.

## Определение
Санскритское слово сампрадая (IAST: saṁpradāya) можно перевести как «традиция» или «религиозная система», хотя необходимо заметить, что в индийском религиозном контексте, данный термин обладает гораздо более авторитетным и сильным значением, которое невозможно полностью передать переводом его на русский язык.
Наиболее близким по значением к термину «сампрадая» пожалуй является слово «традиция», если понимать под традицией совокупность передаваемых от одного поколения к другому элементов религиозной и богословской доктрины, форм религиозного опыта, религиозной практики, этикета, нравственных установок, форм социальной жизни и т. д. Сампрадая представляет собой единство этих элементов, вобравшее в себя всю прошлую традицию и представляющее её в настоящем. Частью понятия сампрадаи является её соотнесённость с другими традициями, а также способность, не меняясь со временем, быть живым источником знаний и опыта.
Сампрадая представляет собой духовный канал, цепь взаимоотношений, которая поддерживает ясную религиозную идентичность и преемственность на протяжении истории. К сампрадае можно присоединиться получив дикшу в определённой парампаре — таким образом, понятие «сампрадая» тесно связано с гуру-парампарой — линией, в которой духовные учителя выступают как переносчики и передатчики традиции. Дикша представляет собой ритуальную процедуру и также выступает как одно из основных назначений сампрадаи. Сампрадая — это набор практик, отношений и определённое мировоззрение, которые передаются, и в процессе этой передачи переформулируются и пересматриваются каждым последующим поколением последователей. Система сампрадаи помогает поддерживать культурную и философскую продолжаемость традиции из прошлого, и в то же самое время обеспечивает базу для необходимых перемен внутри самой традиции, которые осуществляются принадлежащими к ней людьми.

## Вайшнавские сампрадаи
В вайшнавизме, вне сампрадаи религиозная практика считается бесплодной, так как составляющие её основу мантры производят надлежащий эффект только в том случае, если получены от авторитетного гуру традиции. В вайшнавизме принято выделять четыре аутентичных сампрадаи, в качестве основателей которых почитаются богиня Лакшми (шри-сампрадая), Шива (рудра-сампрадая), Брахма (брахма-сампрадая) и Кумары (кумара-сампрадая). В каждой из сампрадай имеется также собственный «изначальный учитель» (мулачарья), или «учитель веданты» (ведантачарья), который обычно является автором базовых комментариев к «Веданта-сутрам», главным Упанишадам и «Бхагавадгите», — основополагающим текстам философской и богословской доктрины сампрадаи.
В шри-сампрадае роль ведантачарьи выполняет Рамануджа, в рудра-сампрадае — Вишнусвами, в брахма-сампрадае — Мадхва, в кумара-сампрадае — Нимбарка. Хотя все четыре сампрадаи считаются авторитетными, в каждой из них существуют свои представления о сущем (пара-таттве), о предмете поклонения (упасья-таттве), о цели религиозной практики (садхья-таттве), о способах достижения этой цели (садхана-таттве) и об определяющих критериях принадлежности к сампрадае её последователя (садхака-таттва).
В гаудия-вайшнавизме принято считать, что появление четырёх вайшнавских сампрадай было предсказано в одном из текстов «Падма-пураны»:
Некоторые движения в вайшнавизме провозгласили своего основателя аватарой и откололись от своей родительской сампрадаи, создав свою собственную. Примером этого может служить традиция Рамананды.

## Шайва сампрадаи
Точное количество и названия шиваитских сампрадай определить невозможно. Основная причина этого — отсутствие общей систематизации в шиваитский литературе; в текстах часто присутствуют сильно отличающиеся как по названиям, так и по количеству списки: например, автор «Саммохана-тантры», не особо вдаваясь в подробности, делит всех по географическому признаку. В некоторых тантрах приводятся списки шиваитских сампрадай (в большинстве случаев это просто перечисления названий), при этом количество варьируется — от 18-ти до 1008-ми сампрадай: так, есть список из 52-х шиваитских сампрадай, связывая их с местами падения на землю фрагментов тела Сати.
Также существует ставшее классическим деление на 6 сампрадай или даршан; однако и это деление сложно признать правильным — например, кашмирский шиваизм внутри себя подразделяется на несколько направлений: Трика, Спанда, Пратьябхиджня и другие. Аналогичная ситуация и в вирашиваизме — традиция делится на 5 основных школ, которые, в свою очередь, также делятся на подшколы.
Во многих случаях очень сложно отделить одну сампрадаю от другой — школы могут отличаться друг от друга лишь в понимании второстепенных понятий. Серьёзно затрудняет дело и тот факт, что одна и та же школа в разных источниках может иметь разные названия. Существует и прямо противоположное явление — одно и то же название у разных школ: есть шактийская «Кула» и кашмирская «Кула».

## Назначение и роль сампрадаи в индуизме
Назначение или роль, которую играет сампрадая в формировании, передаче и сохранении общей религиозной идентичности имеет много аспектов. Естественным образом сохранение идентичности подвергается многим вызовам, которые могут служить базой для понимания составляющих частей этой идентичности и определению основной внутренней сущности традиции в сравнении с внешними её признаками. Однако, для большинства обозревателей, полемика вокруг сампрадаи просто означает спор, связанный с преемственностью, примером которого может служить последовательность в движении Сваминараян. Эта полемика как правило происходит на «человеческом» конце парампары по элементарному вопросу о контроле: «кто является истинным представителем в определённой линии», или кто находится на более высоком «уровне духовного осознания». Всё это необходимо рассматривать в контексте того факта, что «памятование прошлого опыта в парампаре определило основные аспекты сампрадаи для каждого принадлежащего к ней индивидуума».
В контексте традиционного индуизма, принадлежность к сампрадае не только придаёт высокую авторитетность заявлению о истинности и традиционности определённого течения, но и является необходимым фактором для того, чтобы вообще иметь право претендовать на истинность и традиционность. Как говорится в часто цитируемом по этому поводу стихе из «Падма-пураны» сампрадая-вихина йе мантрас те нишпхала матах: «Мантры, которые не были получены в сампрадае, не имеют никакого эффекта».
«Без получения дикши от истинного гуру принадлежащего к парампаре, мантра не будет иметь никакого эффекта» Это можно сравнить со случаем, когда человек не может доказать того, что его родители законно состояли в браке и его отвергают как внебрачного ребёнка. Похожий стандарт применяется к религиозным организациям. Если религиозное движение не может доказать свою принадлежность к одной из признанных сампрадай, оно рискует тем, что его отвергнут как нетрадиционное.